# Elecciones estatales de Nuevo León de 2021
Las Elecciones estatales de Nuevo León de 2021 se llevaron a cabo el domingo 6 de junio de 2021, y en ellas se renovaron los titulares de los siguientes cargos de elección popular del estado mexicano de Nuevo León:
- Gobernador de Nuevo León: Titular del Poder Ejecutivo del estado, electo para un periodo de seis años, sin derecho a reelección. El candidato electo fue Samuel García Sepúlveda.
- 42 Diputados Estatales: Se eligen 42 diputados estatales – 26 por medio de votación directa y 16 por representación proporcional.
- 51 Ayuntamientos: Formados por un Presidente Municipal y regidores que conforman el cabildo municipal, electos para un periodo de tres años, puede reelegirse de manera consecutiva.

## Organización

### Partidos políticos
En las elecciones estatales tienen derecho a participar once partidos políticos. Diez son partidos políticos con registro nacional: Partido Acción Nacional (PAN), Partido Revolucionario Institucional (PRI), Partido de la Revolución Democrática (PRD), Partido del Trabajo (PT), Partido Verde Ecologista de México (PVEM), Movimiento Ciudadano (MC), Movimiento Regeneración Nacional (MORENA), Partido Encuentro Solidario (PES), Fuerza por México (FPM) y Redes Sociales Progresistas (RSP). Y un partido político estatal: Nueva Alianza Nuevo León.

### Proceso electoral
La campaña electoral inicia el 5 de marzo de 2021 para todos los cargos de elección popular del estado y se extiende durante tres meses, hasta el 2 de junio. La votación está programada para hacerse el 6 de junio de 2021, de las 8 de la mañana a las 6 de la tarde, en simultáneo con las elecciones federales. Se estima que el computo final de resultados se publique el 12 de junio.

### Distritos electorales
Para la elección de diputados de mayoría relativa del Congreso del Estado de Nuevo León, la entidad se divide en 26 distritos electorales.
| Distrito | Cabecera                 | Municipios | Mapa |
| -------- | ------------------------ | ---------- | ---- |
| 1        | Monterrey                | 1          |      |
| 2        | Monterrey                | 1          |      |
| 3        | Monterrey                | 1          |      |
| 4        | Monterrey                | 1          |      |
| 5        | Apodaca                  | 1          |      |
| 6        | Monterrey                | 1          |      |
| 7        | Apodaca                  | 1          |      |
| 8        | Monterrey                | 1          |      |
| 9        | San Nicolás de los Garza | 1          |      |
| 10       | San Nicolás de los Garza | 1          |      |
| 11       | San Nicolás de los Garza | 2          |      |
| 12       | Guadalupe                | 1          |      |
| 13       | Guadalupe                | 1          |      |
| 14       | Guadalupe                | 1          |      |
| 15       | Guadalupe                | 1          |      |
| 16       | Apodaca                  | 1          |      |
| 17       | General Escobedo         | 1          |      |
| 18       | San Pedro Garza García   | 2          |      |
| 19       | Santa Catarina           | 1          |      |
| 20       | García                   | 5          |      |
| 21       | Sabinas Hidalgo          | 11         |      |
| 22       | Juárez                   | 1          |      |
| 23       | Juárez                   | 6          |      |
| 24       | Linares                  | 13         |      |
| 25       | General Escobedo         | 1          |      |
| 26       | Santiago                 | 9          |      |

## Alianzas y candidaturas

### Partido Acción Nacional
El Partido Acción Nacional (PAN) decidió presentarse en solitario en las elecciones estatales. Inicialmente consideró formar una alianza con el Partido Revolucionario Institucional (PRI) y el Partido de la Revolución Democrática (PRD). Sin embargo, el 19 de noviembre de 2020, la dirigencia del partido rechazó aliarse con el PRI, aunque aprobó una coalición con el PRD. Dos días después, el 21 de noviembre, el PRD descartó la alianza con el PAN, en favor de formalizar una coalición el PRI.
Para seleccionar a su candidato para la gubernatura, el partido celebró una elección interna entre sus militantes. Los aspirantes postulados fueron el senador Víctor Fuentes Solís, el diputado federal Homero Niño de Rivera y el expresidente municipal de Monterrey, Fernando Larrazábal. La elección interna se realizó el 10 de enero de 2021 y el candidato seleccionado fue Fernando Larrazábal, que obtuvo la postulación con el apoyo del 70 % de los militantes.
|  | 71.75 % |

|  | 22.40 % |

|  | 5.83 % |

### Va fuerte por Nuevo León
El Partido Revolucionario Institucional (PRI) y el Partido de la Revolución Democrática (PRD) acordaron formar la coalición «Va fuerte por Nuevo León», prescindiendo de la unión con el PAN, que prefirió competir en solitario, a diferencia del acuerdo establecido para las elecciones federales. La coalición decidió postular al candidato designado por el PRI. Entre los aspirantes a la candidatura se presentaron el presidente municipal de Monterrey, Adrián de la Garza Santos; el secretario de economía del gabinete presidencial de Enrique Peña Nieto, Ildefonso Guajardo Villarreal; la presidenta municipal de Guadalupe y expresidenta nacional del partido, Cristina Díaz Salazar; y el presidente municipal de Apodaca, César Garza Villarreal. El 7 de diciembre de 2020 Adrián de la Garza se registró como precandidato de unidad del PRI a la gubernatura de Nuevo León. Para febrero de 2021 se oficializó su candidatura a la gubernatura.

### Juntos haremos historia por Nuevo León
La noche del 20 de noviembre de 2020, se registró ante el Instituto Electoral Local la coalición «Juntos haremos historia por Nuevo León», integrada por el partido Movimiento Regeneración Nacional (Morena), el Partido del Trabajo (PT), el Partido Verde Ecologista de México (PVEM) y el partido Nueva Alianza Nuevo León. Para la candidatura a gobernador se consideró a la coordinadora de la campaña presidencial de Andrés Manuel López Obrador en 2018, Tatiana Clouthier Carrillo y al empresario y jefe de la Oficina de la Presidencia de la República, Alfonso Romo. Sin embargo, ambos rechazaron pedir la postulación.
El 10 de febrero de 2020 la presidenta municipal de General Escobedo, Clara Luz Flores, renunció a su militancia en el PRI para incorporarse a Morena y buscar su postulación para la gubernatura. El 13 de diciembre el dirigente nacional del partido, Mario Delgado Carrillo, presentó a Clara Flores como la candidata de la coalición para la gubernatura de Nuevo León.

### Movimiento Ciudadano
El partido Movimiento Ciudadano consideró inicialmente formar una coalición con el Partido Acción Nacional para competir en las elecciones estatales, sin embargo, en octubre de 2020 la dirigencia nacional del partido descartó la alianza. Como aspirantes a la candidatura a gobernador se presentaron el senador Samuel García Sepúlveda y el diputado estatal Luis Donaldo Colosio Riojas, quién desistió de su postulación después de que se descartara la alianza del partido con el PAN. El 18 de febrero de 2021 Samuel García se registró como candidato de Movimiento Ciudadano para la gubernatura de Nuevo León.

### Partido Encuentro Solidario
El Partido Encuentro Solidario (PES), al ser una organización política recién creada, está impedido por ley para formar coaliciones. El partido decidió seleccionar a su candidato para la gubernatura mediante una serie de entrevistas realizadas por el comité directivo estatal a los aspirantes. El partido consideró como posibles nominados al cantante y diputado federal Ernesto D'Alessio, y la diputada federal Laura Erika Garza. El 25 de febrero de 2021 el partido seleccionó a la diputada estatal Carolina Garza como su candidata para la gubernatura.

### Redes Sociales Progresistas
El partido Redes Sociales Progresistas (RSP), al ser una organización política recién creada, está impedido por ley para formar coaliciones. El 23 de febrero de 2021 el partido presentó como su candidata para la gubernatura a Daney Siller Tristán, que en las elecciones estatales de 2018 había buscado ser presidente municipal de Santa Catarina, postulada por el PRI.

### Fuerza por México
El partido Fuerza por México, al ser una organización política recién creada, está impedido por ley para formar coaliciones. El 8 de marzo de 2021 el presidente nacional del partido, Gerardo Islas Maldonado, anunció la postulación del doctor Emilio Jacques Rivera como candidato del partido para la gubernatura del estado.

## Encuestas para la gubernatura

### Por partido político
| Encuestadora          | Fecha                   |         |         |         |         |        | Otro   | Ninguno/No sabe |
| --------------------- | ----------------------- | ------- | ------- | ------- | ------- | ------ | ------ | --------------- |
| Encuestadora          | Fecha                   |         |         |         |         |        | Otro   | Ninguno/No sabe |
| Campaigns & Elections | noviembre de 2019       | 22 %    | 11 %    | 5 %     | 30 %    | —      | 5 %    | 28 %            |
| El Horizonte          | 27 de enero de 2020     | 33 %    | 28 %    | 16 %    | 14 %    | —      | 3 %    | —               |
| Campaigns & Elections | febrero de 2020         | 13 %    | 10 %    | 5 %     | 29 %    | —      | 9 %    | 35 %            |
| Demoscopia digital    | 2 de mayo de 2020       | 19.40 % | 17.10 % | 10.60 % | 20.40 % | 3.20 % | 3.10 % | 26.20 %         |
| Elecciones México     | 26 de mayo a 5 de junio | 32 %    | 5 %     | 3 %     | 18 %    | —      | —      | 42 %            |
| Analítica media       | 29 de mayo de 2020      | 21.4 %  | 11.1 %  | 3.3 %   | 24.2 %  | —      | 4.6 %  | 35.4 %          |
| Demoscopia digital    | 1 y 2 de agosto de 2020 | 19.21 % | 19.50 % | 9.87 %  | 18.94 % | 2.86 % | 5.31 % | 24.31 %         |
| Campaigns & Elections | 5 de septiembre de 2020 | 15 %    | 9 %     | 11 %    | 46 %    | —      | —      | 19 %            |
| Demoscopia digital    | 4 de octubre de 2020    | 17.39 % | 20.46 % | 13.87 % | 20.05 % | 1.96 % | 4.08 % | 22.19 %         |
| Campaigns & Elections | 27 de octubre de 2020   | 28 %    | 16 %    | —       | 14 %    | —      | 18 %   | 24 %            |
| Demoscopia digital    | 12 de noviembre de 2020 | 18.16 % | 21.16 % | 14.38 % | 20.30 % | 1.18 % | 7.22 % | 17.60 %         |
| Campaigs & Elections  | 10 de diciembre de 2020 | 18 %    | 12 %    | 13 %    | 37 %    | —      | 4 %    | 16 %            |
| El Financiero         | 15 de diciembre de 2020 | 19 %    | 11 %    | —       | 26 %    | —      | 11 %   | 33 %            |

### Por candidato
| Encuestadora          | Fecha                 | Larrazábal | Garza   | García  | Flores  | Otro    | Ninguno/No sabe |
| --------------------- | --------------------- | ---------- | ------- | ------- | ------- | ------- | --------------- |
| Encuestadora          | Fecha                 |            |         |         |         | Otro    | Ninguno/No sabe |
| Demoscopia digital    | 4 de enero de 2021    | 12.5 %     | 21.8 %  | 14.6 %  | 20.6 %  | 12.4 %  | 18.1 %          |
| El Horizonte          | 13 de enero de 2021   | 25 %       | 26 %    | 15 %    | 29 %    | 1 %     | 4 %             |
| ABC-Poligrama         | 15 de enero de 2021   | 18.82 %    | 22.74 % | 13.72 % | 23.23 % | 10.43 % | 13.62 %         |
| Campaigns & Elections | 16 de enero de 2021   | 17 %       | 22 %    | 14 %    | 23 %    | 4 %     | 20 %            |
| Enkoll                | 26 de enero de 2021   | 12 %       | 23 %    | 18 %    | 28 %    | 2 %     | 17 %            |
| Campaigns & Elections | 1 de febrero de 2021  | 20 %       | 24 %    | 12 %    | 30 %    | 4 %     | 10 %            |
| Demoscopia digital    | 1 de febrero de 2021  | 12.3 %     | 20.2 %  | 11.8 %  | 21.9 %  | 9.2 %   | 24.6 %          |
| Heraldo Media Group   | 8 de febrero de 2021  | 14.9 %     | 20.6 %  | 9.2 %   | 26.4 %  | 5.0 %   | 23.9 %          |
| Campaigns & Elections | 15 de febrero de 2021 | 15 %       | 24 %    | 17 %    | 31 %    | 3 %     | 1 %             |
| Voz y voto            | 25 de febrero de 2021 | 16 %       | 26 %    | 22 %    | 36 %    | 0 %     | 0 %             |
| Demoscopia digital    | 26 de febrero de 2021 | 9.7 %      | 22.6 %  | 12.9 %  | 20.3 %  | 6.3 %   | 28.2 %          |
| Arias Consultores     | 27 de febrero de 2021 | 19.4 %     | 28.5 %  | 11.1 %  | 30.2 %  | —       | 10.8 %          |
| Campaigns & Elections | 1 de marzo de 2021    | 15 %       | 27 %    | 12 %    | 30 %    | 2 %     | 14 %            |
| El universal          | 1 de marzo de 2021    | 18 %       | 31 %    | 14 %    | 36 %    | —       | —               |
| El Norte              | 4 de marzo de 2021    | 18 %       | 30 %    | 8 %     | 33 %    | 2 %     | 9 %             |
| Comunas               | 5 de marzo de 2021    | 15 %       | 23 %    | 25 %    | 24 %    | 6 %     | 7 %             |
| Demoscopia digital    | 8 de marzo de 2021    | 11.8 %     | 23.7 %  | 11.3 %  | 21.2 %  | 7.3 %   | 24.7 %          |
| El Heraldo            | 9 de marzo de 2021    | 18.1 %     | 23.1 %  | 7.5 %   | 30.5 %  | 7.9 %   | 12.9 %          |
| Campaigns & Elections | 10 de marzo de 2021   | 16 %       | 23 %    | 14 %    | 25 %    | 7 %     | 15 %            |
| Poligrama             | 17 de marzo de 2021   | 19.13 %    | 25.06 % | 18.14 % | 26.1 %  | 4.21 %  | 7.36 %          |
| Arias Consultores     | 17 de marzo de 2021   | 9 %        | 30.7 %  | 14.4 %  | 33.3 %  | 0 %     | 12.6 %          |
| Campaigns & Elections | 22 de marzo de 2021   | 16 %       | 25 %    | 14 %    | 25 %    | 6 %     | 14 %            |
| Massive Caller        | 22 de marzo de 2021   | 14.7 %     | 25.7 %  | 18.2 %  | 24.1 %  | 5.9 %   | 11.4 %          |
| Massive Caller        | 23 de marzo del 2021  | 12.8 %     | 24.4 %  | 20 %    | 25.2 %  | 9.1 %   | 8.5 %           |
| Arias Consultores     | 26 de marzo de 2021   | 9.8 %      | 22.5 %  | 20.6 %  | 23.1 %  | 2.1 %   | 22.0 %          |
| Demoscopia digital    | 28 de marzo de 2021   | 14.1 %     | 25.2 %  | 10.4 %  | 18.7 %  | 4.9 %   | 26.7 %          |
| ABC-Poligrama         | 29 de marzo de 2021   | 18.2 %     | 23.3 %  | 25.7 %  | 20.7 %  | —       | 12.1 %          |
| México Elige          | 30 de marzo de 2021   | 15.6 %     | 23.8 %  | 29.7 %  | 20.1 %  | 4.8 %   | 6.0 %           |
| Enkoll                | 30 de marzo de 2021   | 14 %       | 27 %    | 26 %    | 15 %    | 3 %     | 15 %            |
| Campaigns & Elections | 30 de marzo de 2021   | 13 %       | 35 %    | 28 %    | 14 %    | 1 %     | 9 %             |
| El Norte              | 4 de abril de 2021    | 15 %       | 29 %    | 23 %    | 19 %    | 2 %     | 11 %            |
| Campaigns & Elections | 5 de abril del 2021   | 14 %       | 36 %    | 29 %    | 10 %    | 0 %     | 11 %            |
| El Financiero         | 6 de abril de 2021    | 21 %       | 30 %    | 19 %    | 26 %    | 4 %     | 28 %            |
| Demoscopia digital    | 7 de abril de 2021    | 10.2 %     | 27.3 %  | 15.8 %  | 18.1 %  | 3.1 %   | 26.7 %          |
| Campaigns & Elections | 12 de abril del 2021  | 16 %       | 35 %    | 28 %    | 12 %    | 0 %     | 9 %             |
| Arias Consultores     | 13 de abril de 2021   | 9.1 %      | 20.0 %  | 26.5 %  | 20.8 %  | 0.9 %   | 22.7 %          |
| El Norte              | 18 de abril del 2021  | 15 %       | 27 %    | 32 %    | 16 %    | 1 %     | 9 %             |
| Campaigns & Elections | 19 de abril del 2021  | 18 %       | 34 %    | 26 %    | 13 %    | 0 %     | 9 %             |
| Campaigns & Elections | 26 de abril del 2021  | 15 %       | 34 %    | 28 %    | 16 %    | 4 %     | 3 %             |
| Enkoll                | 27 de abril de 2021   | 14 %       | 26 %    | 39 %    | 19 %    | 2 %     | -               |
| Arias Consultores     | 28 de abril de 2021   | 7.1 %      | 20.0 %  | 30.0 %  | 21.0 %  | 0.8 %   | 21.0 %          |
| Heraldo Media Group   | 3 de mayo de 2021     | 9.5 %      | 31.0 %  | 27.6 %  | 15.9 %  | 3.5 %   | 12.5 %          |
| Campaigns & Elections | 3 de mayo del 2021    | 15 %       | 34 %    | 28 %    | 16 %    | 3 %     | 4 %             |
| El Norte              | 4 de mayo del 2021    | 14 %       | 25 %    | 36 %    | 15 %    | 1 %     | 9 %             |
| El Financiero         | 5 de mayo del 2021    | 21 %       | 27 %    | 29 %    | 20 %    | 3 %     |                 |
| Campaigns & Elections | 10 de mayo del 2021   | 15 %       | 34 %    | 29 %    | 16 %    | 1 %     | 5 %             |
| Arias Consultores     | 13 de mayo del 2021   | 10.7 %     | 22.3 %  | 39.1 %  | 18.9 %  | 0.4 %   | 8.6 %           |
| Campaigns & Elections | 17 de mayo del 2021   | 16 %       | 35 %    | 30 %    | 12 %    | 2 %     | 5 %             |
| Arias Consultores     | 20 de mayo del 2021   | 9.1 %      | 27.0 %  | 41 %    | 16.9 %  | 0.2 %   | 5.9 %           |
| El Pais               | 22 de mayo de 2021    | 12.5 %     | 30.6 %  | 29.6 %  | 19.2 %  | 2.3 %   | 0 %             |
| Campaigns & Elections | 24 de mayo del 2021   | 16 %       | 35 %    | 30 %    | 10 %    | 4 %     | 5 %             |
| Latinus - Reforma     | 27 de mayo del 2021   | 14 %       | 30 %    | 37 %    | 15 %    | 4 %     | 0 %             |
| Heraldo Media Group   | 28 de mayo de 2021    | 19.4 %     | 31.2 %  | 30.1 %  | 16.9 %  | 2.4 %   | -               |
| Arias Consultores     | 28 de mayo del 2021   | 9.1 %      | 25.8 %  | 39.3 %  | 16.1 %  | 0.4 %   | 9.2 %           |
| El Financiero         | 31 de mayo del 2021   | 15 %       | 33 %    | 31 %    | 18 %    | 3 %     | -               |
| Campaigns & Elections | 31 de mayo del 2021   | 18 %       | 34 %    | 30 %    | 16 %    | 0 %     | 2 %             |
| ABC-Poligrama         | 31 de mayo del 2021   | 15.3 %     | 27.6 %  | 36.1 %  | 17.5 %  | 1.4 %   | 2.1 %           |
| Arias Consultores     | 31 de mayo del 2021   | 10.3 %     | 29.1 %  | 38.5 %  | 13.0 %  | 1.2 %   | 7.9 %           |
| El Norte              | 1 de junio del 2021   | 15 %       | 26 %    | 33 %    | 15 %    | 1 %     | 11 %            |
| El País               | 1 de junio del 2021   | 15.8 %     | 30.7 %  | 32.5 %  | 15.7 %  | 2 %     | -               |

## Resultados

### Congreso del estado

Diputados de la LXXVI Legislatura del Congreso del Estado de Nuevo León.

|  | 28.98 % |

|  | 26.06 % |

|  | 19.59 % |

|  | 13.06 % |

|  | 2.90 % |

|  | 2.07 % |

|  | 1.31 % |

|  | 0.94 % |

|  | 0.92 % |

|  | 0.84 % |

|  | 0.58 % |

|  | 0.45 % |

|  | 0 % |

|  | 100 % |

### Ayuntamientos

Distribución de las alcaldías de Nuevo León por partido político.

|  | 28.04 % |

|  | 23.98 % |

|  | 22.24 % |

|  | 10.58 % |

|  | 4.54 % |

|  | 2.86 % |

|  | 1.99 % |

|  | 1.01 % |

|  | 0.87 % |

|  | 0.86 % |

|  | 0.73 % |

|  | 0.37 % |

|  | 98.14 % |

|  | 1.86 % |